# Kurzeme
Kurzeme (másként Kurföld, Kurland, Kursföld; németül: Kurland, lengyelül: Kurlandia, latinul: Curonia/Couronia) Lettország öt etnográfiai és földrajzi egységének egyike.

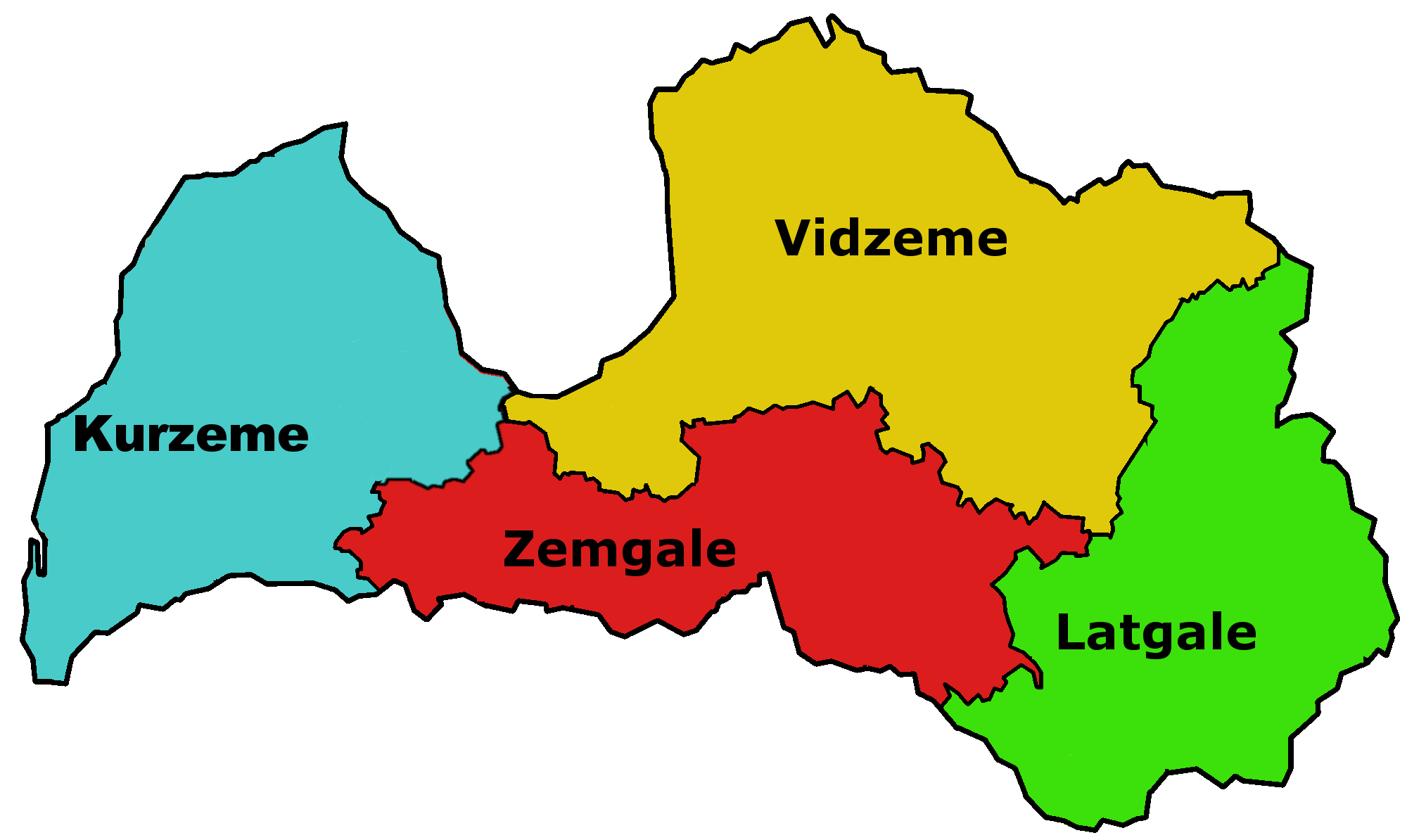
Lettország történelmi tájegységei

## Fekvése
Lettország nyugati részén terül el. Nyugaton a Balti-tenger északon a Rigai-öböl , délen Litvánia határolja. (A történelmi Kurzeme egy része átnyúlik Litvánia Žemaišiu területére.) Keleten Zemgaléval, Lettország másik etnográfiai és földrajzi egységével határos. Területe: 27,286 km², ebből 262 km²-t foglalnak el a tavak. Kurzemének van Lettországban a leghosszabb tengerpartja, és a tengertől legtávolabb eső pontja is mindössze 100 kilométerre van a parttól.
Kurzeme viszonylag gazdag folyóvízben, a legfontosabb folyói a Venta és az Abava. Tavai közül említésre érdemes az Usma, az Engure és a Liepāja tó.
Kurzeme két legjelentősebb városa Liepāja (németül: Libau) és Ventspils (németül: Windau).

## Története

### A kardtestvérek hódításai
A terület őslakosai a kurok és a lívek. A kuroknak a 9. századtól létezett törzsi királyságuk. Szoros kapcsolatban álltak a lívekkel, a litvánokkal és a többi lett törzzsel, akiket a 13. században a Kardtestvérek rendje más néven livóniai lovagok térített keresztény hitre és elfoglalta a területüket.
Az észtek leigázása után az 1220-as években a kardtestvérek hódító törekvéseinek súlypontja ide helyeződött át, de a kúrok a szemigallokkal, Zemgale lakóival együtt keményen ellenálltak.
Lamekinus (vagy Lamikis) király megpróbálta népét megmenteni a kardtestvérektől, azáltal hogy közvetlenül a római pápával kötött békét, megkeresztelkedett és koronát kért, Kúrföldet pápai hűbérnek ajánlva fel, amit a pápa szívesen elfogadott. Ám a kardtestvérek nem akarták veszni hagyni a hódítási lehetőséget, és nem ismerték el az egyezséget. 1230-ban, mielőtt a pápai küldött megérkezhetett volna, megtámadták a kúrokat és négyéves kemény háború után legyőzték őket. Konrad von Mendern kúrföldi püspök az ország kétharmadát a fővárossal, Jelgavával a rendnek adta mint hűbérbirtokot, a maradék országrészt pedig 1269-ben igázták le.
De a kardtestvérek ezen tettét az idő megbosszulta, mert a pápa és a német császár nem nézte jó szemmel visszaéléseiket. Így amikor súlyos vereséget szenvedtek, a pápa feloszlatta és 1237-ben a területeikkel együtt a Német Lovagrend (teuton lovagok) országába olvasztotta. A kúr püspökség 1241-től az ólivóniai államszövetség szerves részét képezte, és a Német Lovagrend hűbérese maradt három évszázadon át, de a kúrok még a 14. században is lázadoztak a lovagrend uralma ellen.

### A Kurzemei Hercegség

Kurzemei és Zemgalei Hercegség, 1740.

Kurzeme zászlaja

Kurzeme címere

A livóniai háború (1558-1582) és a reformáció hatására a mai Lettországnak a Daugava nyugati partja és a Balti-tenger közötti területén létrejött a Kurzemei és Zemgalei Hercegség vagy röviden Kúrföldi Hercegség (lettül: Kurzemes un Zemgales hercogiste, röviden Kurzemes hercogiste). Gotthard Kettler, a Livóniai rend utolsó nagymestere lett a hercegség első uralkodója. Házasságra lépett Mecklenburgi Anna hercegnővel, és elfogadta a litván nagyherceg, később pedig a lengyel király hűbéri fennhatóságát.
Lengyelország a Svédországgal folytatott 1617-29-es kemény háborúja során elvesztette Livónia jó részét, és 1629-től csak a Kurzemei Hercegséget tudja megtartani. Az ország Jakab herceg (1640-82) uralkodása alatt élte fénykorát. Jakab baráti viszonyban áll az európai nagyhatalmakkal. A herceg 1651-ben Afrikában, a Gambia folyó torkolatánál megalapította Jacob Fort erődjét. A következő évben, 1652-ben pedig a Karib-térségben, Tobagón hozott létre gyarmatot.
Az 1655-ben kitört az északi háború a lengyelek és a svédek között. 1658-ban a Kurzemét elfoglaló svéd seregek Jakabot Jelgavánál elfogták. A háborút lezáró olivai béke alapján Jakab visszatérhetett, de a harcokban a hercegség meggyöngült és hanyatlásnak indult, jóllehet a hercegség visszakapta tobagói gyarmatát is. Jakab herceg nagy erőfeszítéseket tett a flotta megújítása és az ipar helyreállítása érdekében, de az ország nem érte el többé a korábbi virágzását.
1700-ban kitört a nagy északi háború, de Kurzeme házasság útján került orosz fennhatóság alá. 1711-ben Friedrich Wilhelm Kettler feleségül vette Anna Ivanovnát, aki később az Orosz Birodalom cárnője lett. Férjének gyors halálát követően Anna Ivanovna 1711-től 1730-ig volt Kurzeme hercegnője.
A 18. század folyamán a hercegség Lengyelország és Oroszország között zavaros éveket élt meg. Végül Lengyelország harmadik felosztásakor 1795-ben megszűnt a névleges függetlensége is, és az Orosz Birodalom része lett.

### Orosz fennhatóság
Az orosz közigazgatás 1817-ben fölszabadította a lett jobbágyokat, akik jelentős földjuttatásokat kaptak a terület német nemességének birtokaiból, de a német nemeseknek megmaradtak nemesi kiváltságaik. A 19. században indult meg az oroszosítás, és ugyanakkor felélénkült a lett függetlenségi mozgalom is.
1918-tól Kurzeme Lettország része.
Kurzeme püspökei:
- Engelbert 1234–1238
- Heinrich von Lützeburg 1251–1263
- Edmund de Werd 1263–1299
- Burchardus 1300–1310
- I. Pál 1322–1329
- I. János 1329–1331
- II. János 1332–1353
- Ludolfus 1354–1359
- Jacobus 1360–1371
- Otto 1371–1398
- Rotger de Bruggenei 1399–1403
- Gotschalcus Schutte 1405–1424
- III. János 1425–1456
- Paulus Einwald (II. Pál) 1457–1473
- Martinus Lewitz 1473–1500
- Michael Sculteti 1500
- Heinrich Basedow 1501–1523
- Hermann Roneberg 1524–1540
- IV. János 1540–1560
- Magnus Herzog von Holstein 1560–1583

A livóniai (később kurzemei) hercegség uralkodói: